# Люпаньшуй
Люпаньшу́й (кит. упр. 六盘水, пиньинь Liùpánshuǐ) — городской округ в провинции Гуйчжоу КНР. Название Люпаньшуй образовано из первых иероглифов составивших его в своё время административных единиц: Лючжи, Паньсянь и Шуйчэн.

## История
В середине 1960-х годов в КНР началась программа массового развития внутренних районов страны, вошедшая в историю как «Третий фронт». В июне 1964 года ЦК КПК принял решение о развитии добычи угля в уездах Лючжи, Паньсянь и Шуйчэн.
В 1966 году 8 коммун из состава уездов Лючжи (六枝县), Пудин и Чжэньнин-Буи-Мяоского автономного уезда были выделены в отдельный Особый район Лючжи (六枝特区), а уезд Лючжи был переименован в Ландай (郎岱县); 10 коммун из состава уезда Паньсянь (盘县) и юньнаньского уезда Сюаньвэй были выделены в отдельный Особый район Паньсянь (盘县特区); 10 коммун из состава уездов Шуйчэн и Вэйнин-И-Хуэй-Мяоского автономного уезда были выделены в отдельный Особый район Шуйчэн (水城特区).
В 1970 году был создан Округ Люпаньшуй (六盘水地区), в состав которого перешли Особый район Лючжи (к которому был присоединён уезд Ландай) из состава Округа Аньшунь (安顺地区), Особый район Шуйчэн (к которому был присоединён уезд Шуйчэн) из состава Округа Бицзе (毕节地区), и Особый район Паньсянь (к которому был присоединён уезд Паньсянь) из состава Округа Синъи (兴义地区).
В декабре 1978 года округ Люпаньшуй был преобразован в городской округ.
В декабре 1987 года был расформирован Особый район Шуйчэн, а вместо него были созданы район Чжуншань и уезд Шуйчэн.
В феврале 1999 года Особый район Паньсянь был преобразован в уезд Паньсянь.
В апреле 2017 года был упразднён уезд Паньсянь, а вместо него был образован городской уезд Паньчжоу.
В июле 2020 года уезд Шуйчэн был преобразован в район городского подчинения.

## Административно-территориальное деление
Городской округ Люпаньшуй делится на 2 района, 1 особый район, 1 городской уезд:
| Карта                          | Карта    | Карта     | Карта        | Карта            | Карта         |
| ------------------------------ | -------- | --------- | ------------ | ---------------- | ------------- |
| Чжуншань Лючжи Шуйчэн Паньчжоу |          |           |              |                  |               |
| Статус                         | Название | Иероглифы | Пиньинь      | Население (2010) | Площадь (км²) |
| Район                          | Чжуншань | 钟山区    | Zhōngshān qū |                  |               |
| Район                          | Шуйчэн   | 水城区    | Shuǐchéng qū |                  |               |
| Особый район                   | Лючжи    | 六枝特区  | Liùzhī tèqū  |                  |               |
| Городской уезд                 | Паньчжоу | 盘州市    | Pánzhōu shì  |                  |               |

## Экономика
Развиты добыча угля и углехимия. 

## Транспорт
В области пассажирских перевозок важное значение имеет скоростная железнодорожная линия Люпаньшуй — Гуйян.